# タチアナ・ペトロワ・アルヒポワ

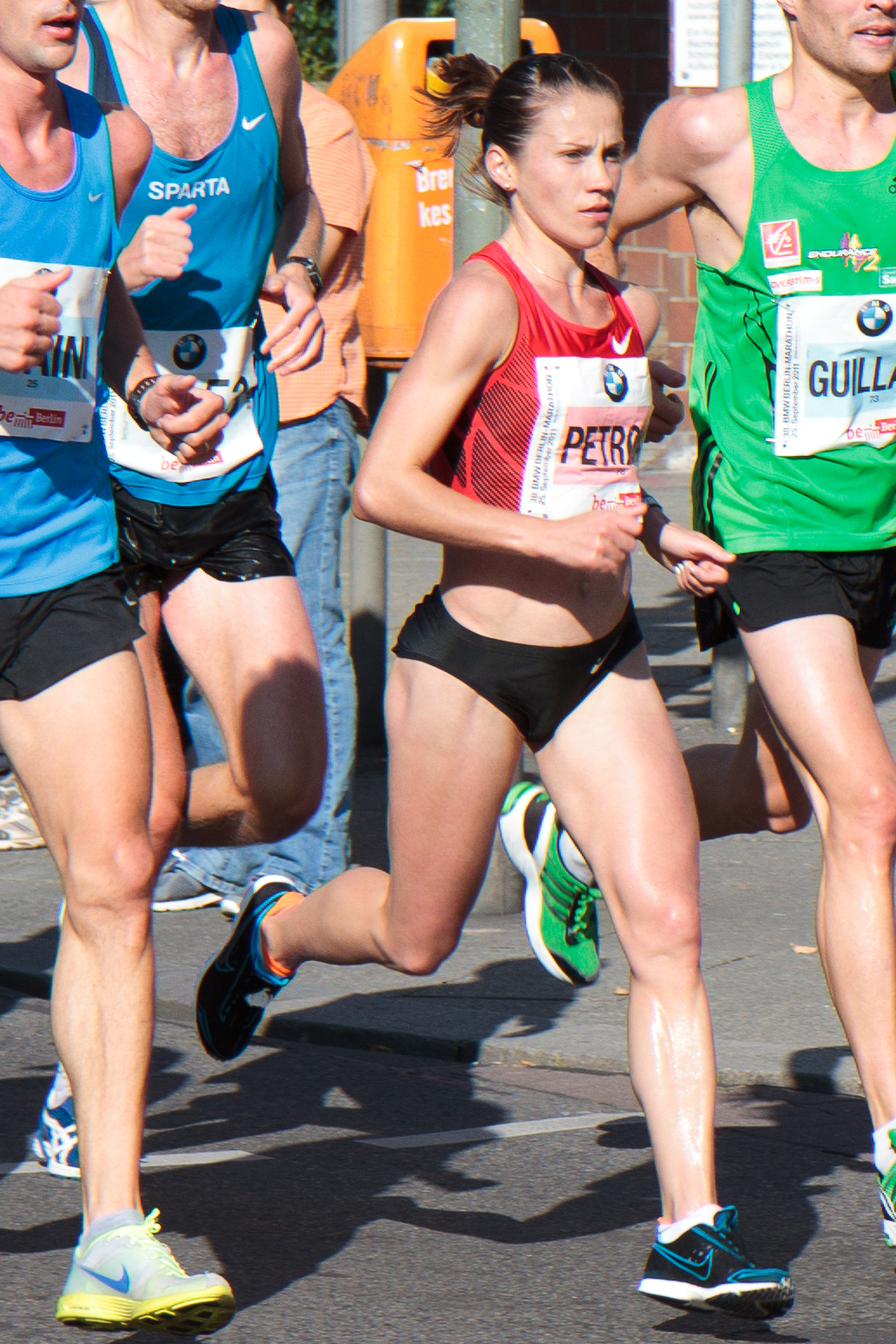

タチアナ・ペトロワ・アルヒポワ（Татьяна Валерьевна Петрова Архиповна、Tatyana Valeriyevna Petrova Arkhipova、1983年4月8日 - ）は、ロシアの陸上競技選手。専門は3000mSCを主とする長距離走。北京オリンピック女子3000m障害ロシア代表。
チュヴァシ共和国Urmarsky District出身。身長160cm、体重53kg。
2006年ヨーロッパ陸上競技選手権3000mSCでアレシア・トゥラバに次ぐ2位となった。2007年世界陸上競技選手権大阪大会3000mSCでは9分09秒19の自己ベストを記録し、エカテリーナ・ヴォルコワに次ぐ2位に入った。
2008年8月北京オリンピック3000m障害では9分12秒33の記録を残し4位に入ったが、後日3位のエカテリーナ・ヴォルコワのドーピング違反により繰り上がりで銅メダルを獲得した。2009年5月25日にはロサンゼルスマラソンに出場、2時間25分59秒の記録で優勝した。
2012年ロンドンオリンピックでは8月5日に行われたマラソンに出場、2時間23分29秒の自己新記録で銅メダルを獲得した。

## 主な戦績
| 年度 | 大会名                         | 開催地       | 順位 | 種目     |
| ---- | ------------------------------ | ------------ | ---- | -------- |
| 2002 | 世界ジュニア陸上競技選手権大会 | キングストン | 4位  | 3000m    |
| 2002 | 世界ジュニア陸上競技選手権大会 | キングストン | 6位  | 5000m    |
| 2006 | ヨーロッパ陸上競技選手権大会   | イェーテボリ | 2位  | 3000mSC  |
| 2006 | IAAFワールドカップ             | アテネ       | 5位  | 3000mSC  |
| 2007 | 世界陸上競技選手権大会         | 大阪         | 2位  | 3000mSC  |
| 2008 | 北京オリンピック               | 北京         | 3位  | 3000mSC  |
| 2012 | ロンドンオリンピック           | ロンドン     | 3位  | マラソン |

### 記録
- 3000m - 8分44秒13（2006年）
- 3000mSC - 9分09秒19（2007年）
- 5000m - 15分46秒58（2003年）
- 10000m - 32分17秒49（2005年）
- マラソン - 2時間23分29秒（2012年）